# You Don't Know Love (Editors)
"You Dont Know Love" is een single van de Britse post-punk revival band Editors. Het is de tweede single van het album In This Light and on This Evening.
De promotievideo voor de single werd opgenomen in Polen, met choreograaf Damien Jalet en Alexandra Gilbert.